# ناگای ۳۳۵۵۳
سیارک ۳۳۵۵۳ (به انگلیسی: 33553 Nagai، نامگذاری:1999JQ17) سی و سه هزار و پانصد و پنجاه و سومین سیارک کشف شده‌است که در ۱۱ مه ۱۹۹۹ کشف شد.